# Яцура Михайло Терентійович
Яцура Михайло Терентійович (*16 вересня 1913, с. Кукшин Ніжинського р-ну Чернігівської обл. – †28 лютого 1986, м. Чернігів) -історик-архівіст.

## Життєпис
З селянської родини, українець. Закінчив Ніжинський педагогічний інститут (1935).
Працював у середній школі м. Полтави (1935—1936)
1939—1940 рр. – консультант відділу пропаганди і агітації редакції обласної газети «Молодий комунар»; у 1940—1941 рр. – завідувач лекторської групи Чернігівського обкому ЛКСМУ; у 1941—1943 рр. знаходився в евакуації в Оренбурзькій області; з жовтня 1943 р. по травень 1948 р. працював в обкомі ЛКСМУ, облвиконкомі у м. Чернігові, обкомі КП(б)У в м. Ізмаїлі; з травня 1948 р. по червень 1965 р. – завідувач відділу, заступник директора
Чернігівського історичного музею.
У 1960—1973 рр. – директор Держархіву Чернігівської області; впродовж 1973—1980 рр. – заступник директора з наукової роботи.
Проводив велику громадську роботу: працював у виборчих органах громадських організацій, обирався депутатом Чернігівської міської ради. Був активним членом товариства «Знання», головою бюро обласної секції історії СРСР та УРСР, активним членом Українського товариства охорони пам'яток історії і культури.

## Праці
- Співавтор книг з історії Чернігівщини: «Чернігів: Короткий історичний нарис» (1958), «Краєзнавчі матеріали з історії Чернігівщини» (1968), довідників-путівників по м. Чернігову та Чернігівській області (1961, 1962) та ін.

- Член редакційної колегії, автор ряду статей тому «Історія міст і сіл Української РСР: Чернігівська область» (1963), упорядник збірника архівних документів і матеріалів «Плечом к плечу. Пліч-о-пліч. Плячо у плячо: Сборник документов о боевом содружестве трудящихся Брянской, Гомельской, Черниговской областей в годы гражданской (1918—1920) и Великой Отечественной (1941—1945) войн» (1972), член редакційної колегії збірників архівних документів і матеріалів: «Черниговщина в период Великой Отечественной войны: 1941—1945» (1978), «Сила братства» (1980), упорядник ряду добірок документів, автор багатьох статей в періодичній пресі.

## Нагороди
- Нагороджений багатьма медалями, почесними грамотами.